# Савицкий, Евгений Яковлевич
Евге́ний Я́ковлевич Сави́цкий (11 (24) декабря 1910, Новороссийск — 6 апреля 1990, Москва) — советский военный лётчик и военачальник. Ас-истребитель Великой Отечественной войны. Дважды Герой Советского Союза (1944, 1945). Маршал авиации (1961). Лауреат Ленинской премии (1978). Заслуженный военный лётчик СССР (1965).

## Биография
Родился в городе Новороссийске Черноморской губернии (ныне Краснодарского края) 11 (24) декабря 1910 года. Отец его работал стрелочником на железной дороге. В семь лет остался без отца. Некоторое время был беспризорником, затем воспитывался в детском доме. Окончил школу ФЗУ и несколько лет работал дизелистом и шофёром на цементном заводе «Пролетарий» в Новороссийске. Будучи комсомольцем, состоял в отряде содействия местного ОГПУ.
Русский. Член КПСС с 1931 года.
Жена — Лидия Павловна Савицкая (Лазаренкова, 1924—1986), в годы войны была авиационным диспетчером в штабе 3-го истребительного авиационного корпуса. Дочь — Светлана Савицкая (1948), лётчик-космонавт, совершила два полёта в космос и также дважды удостоена звания Героя Советского Союза. Есть сын Евгений (1958).

## Довоенная служба
В Красной Армии с ноября 1929 года. В 1932 году окончил 7-ю военную школу лётчиков имени Краснознамённого Сталинградского пролетариата в Сталинграде. После её окончания служил в ней инструктором и командиром звена. С февраля 1934 года на командных должностях в ВВС РККА: командир звена 18-й лёгкой штурмовой авиационной эскадрильи ВВС Украинского военного округа (Киев), с февраля 1935 — командир авиаотряда в ВВС Сибирского военного округа (Красноярск), с февраля 1936 — командир отряда 32-й штурмовой авиаэскадрильи в том же округе. С июля 1937 — командир 61-го отдельного разведывательного авиационного отряда ВВС Отдельной Краснознамённой Дальневосточной армии, с сентября 1938 — помощник командира 29-го истребительного авиационного полка 26-й авиационной бригады ВВС 2-й Краснознамённой армии, с февраля 1940 — командир этого полка. С сентября 1940 — командир 3-го истребительного авиационного полка. С апреля 1941 года командовал 29-й истребительной авиационной дивизией ВВС Дальневосточного фронта.

### Во время Великой Отечественной войны

Могила Е. Я. Савицкого на Новодевичьем кладбище Москвы.

После начала Великой Отечественной войны продолжал командовать дивизией, с марта 1942 года — командующий ВВС 25-й армии Дальневосточного фронта. В действующей армии воевал с мая 1942 года, когда был назначен командиром 205-й истребительной авиационной дивизии во 2-й воздушной армии на Воронежском фронте. С ноября 1942 — командующий авиагруппой 17-й воздушной армии Юго-Западного фронта.
В декабре 1942 года назначен командиром 3-го истребительного авиационного корпуса 8-й воздушной армии, которым руководил до конца войны. Во главе корпуса воевал на Северо-Кавказском фронте, с августа 1943 — на Южном фронте, с октября 1943 — на 4-м Украинском фронте, с июня 1944 — в 1-й и в 16-й воздушных армиях 1-го Белорусского фронта.
За годы войны участвовал в Воронежско-Ворошиловградской оборонительной операции, Сталинградской битве, битве за Кавказ, Воздушном сражении на Кубани, Белгородско-Харьковской, Донбасской, Мелитопольской, Никопольско-Криворожской, Крымской, Белорусской, Висло-Одерской, Восточно-Померанской, Берлинской наступательных операциях. Воевал на истребителях ЛаГГ-3, Ла-5, Як-1, Як-9, Як-3.
К марту 1944 года генерал-лейтенант авиации Е. Я. Савицкий совершил 107 боевых вылетов, в воздушных боях сбил 15 самолётов противника.
Указом Президиума Верховного Совета СССР от 11 мая 1944 года генерал-лейтенант авиации Е. Я. Савицкий удостоен звания Героя Советского Союза с вручением ордена Ленина и медали «Золотая Звезда».
К концу войны на счету Савицкого значилось 22 сбитых лично и 2 в группе самолётов противника. Всего им было выполнено 216 боевых вылетов, проведён 81 воздушный бой.
5 июня 1945 года Савицкий был награждён второй медалью «Золотая Звезда» Героя Советского Союза.
За время войны Савицкий был 22 раза упомянут в благодарственных приказах Верховного Главнокомандующего.

## Послевоенная служба
После Победы продолжал командовать корпусом. С октября 1947 года — начальник Управления боевой подготовки истребительной авиации Главного управления ВВС Вооружённых сил СССР. В августе 1948 года назначен командующим истребительной авиацией Войск ПВО и одновременно — командующий 19-й воздушной истребительной армией ПВО, с февраля 1949 — командующий 78-й воздушной истребительной армией ПВО, с октября 1949 — командующий 64-й воздушной истребительной армией ПВО.
В 1955 году окончил Высшую военную академию имени К. Е. Ворошилова. После окончания продолжал командовать истребительной авиацией Войск ПВО страны. С июня 1960 — командующий авиацией Войск ПВО страны. С июля 1966 года — заместитель главнокомандующего Войсками ПВО страны.
С апреля 1980 года — военный инспектор-советник в Группе генеральных инспекторов Министерства обороны СССР.
Кандидат в члены ЦК КПСС (1961—1966). Избирался депутатом Верховного Совета СССР 6-го созыва (1962—1966).
Скончался 6 апреля 1990 года в Москве. Похоронен на Новодевичьем кладбище.

## Воинские звания
- лейтенант (1936)
- старший лейтенант (1937)
- капитан (1938)
- майор (1940)
- подполковник (06.11.1941)
- полковник (01.07.1942)
- генерал-майор авиации (17.03.1943)
- генерал-лейтенант авиации (11.05.1944)
- генерал-полковник авиации (08.05.1955)
- маршал авиации (06.05.1961)

## Награды

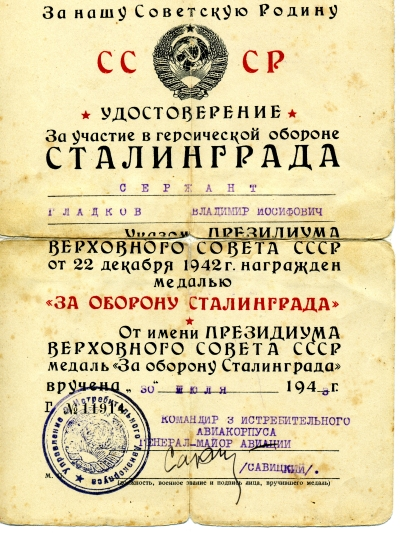
Удостоверение к медали, подписанное Е. Я. Савицким

- Две медали «Золотая Звезда» Героя Советского Союза (11.05.1944, 02.06.1945);
- три ордена Ленина (11.05.1944, 05.11.1954[6], 31.10.1967);
- орден Октябрьской Революции (23.12.1980);
- пять орденов Красного Знамени (23.11.1941, 16.03.1942, 31.07.1948[6], 04.06.1955[6], 23.12.1970);
- орден Суворова 2-й степени (14.02.1944);
- орден Кутузова 2-й степени (26.07.1944);
- орден Отечественной войны 1-й степени (11.03.1985);
- два ордена Красной Звезды (03.11.1944[6], 29.04.1957);
- орден «За службу Родине в Вооружённых Силах СССР» 2-й степени;
- орден «За службу Родине в Вооружённых Силах СССР» 3-й степени (30.04.1975);
- медали СССР;
- лауреат Ленинской премии (1978);
- звание «Заслуженный военный лётчик СССР» (19.08.1965);
- орден Клемента Готвальда (ЧССР, 05.05.1975)[7];
- орден Возрождения Польши 5-й степени (Польша, 6.10.1973);
- орден «Virtuti Militari» 4-го класса (Польша, 19.12.1968);
- орден «Крест Грюнвальда» 2-й степени (Польша, 24.04.1946);
- орден «Эрнесто Че Гевара» I степени (Куба, 26.05.1988)[8];
- орден Красного Знамени (Монголия, 6.07.1971);
- орден Свободы и Независимости I степени (КНДР);
- медаль «За укрепление дружбы по оружию» 1-й степени (ЧССР, 20.03.1970);
- медаль «30 лет освобождения Чехословакии Советской Армией» (ЧССР);
- медаль «Китайско-советская дружба» (КНР);
- медаль «30-я годовщина Революционных Вооружённых сил Кубы» (Куба, 24.11.1986);
- медаль «50 лет Монгольской Народной Армии» (Монголия, 1971);
- медаль «50 лет Монгольской Народной Революции» (Монголия, 1971);
- медаль «100 лет Освобождения Болгарии от османского рабства» (Болгария);
- медаль «100 лет со дня рождения Георгия Димитрова» (Болгария, 1982);
- медаль «40 лет Победы над гитлеровским фашизмом» (Болгария, 16.05.1985)[8].

## Память
- Бронзовый бюст в Новороссийске.
- Надгробный памятник на Новодевичьем кладбище.
- Мемориальная доска на доме, где в 1955—1990 годах проживал Е. Я. Савицкий в Москве (Смоленская набережная, 5/13).
- Имя было присвоено Пушкинскому высшему училищу радиоэлектроники ПВО (Санкт-Петербург, г. Пушкин)[9].
- Имя присвоено улице в Москве в микрорайоне Щербинка Южного Бутова, в июне 2010 года на одном из домов открыта аннотационная доска[10].
- 1 сентября 1993 года в честь Е. Я. Савицкого назван астероид (4303) Савицкий, открытый в 1973 году советским астрономом Л. В. Журавлёвой[11].

## Отзывы
Покрышкин А. И.:

Однажды возле командного пункта я увидел незнакомого лётчика, высокого, стройного, в шлемофоне и кожаной куртке. Он, видимо, кого-то ожидал. По его внешнему виду и осанке я предположил, что это какой-то большой начальник, и постарался, не попадаясь ему на глаза, пройти в землянку. Но когда я вышел оттуда, он сам меня окликнул: 
— Покрышкин? 
— Так точно! — отозвался я, отдавая честь. И только тут заметил на его галифе генеральские лампасы. 
— Ну, как воюете? — спросил он, подавая руку. По каким-то едва уловимым приметам я заключил, что генерал только что возвратился с боевого задания и полёт этот прошёл не совсем удачно. 
— Савицкий, — назвал он свою фамилию.
Так вот он каков, командир прибывшего к нам соединения истребителей! Только прибыл на фронт и уже сам побывал в бою. Генерал стал расспрашивать меня о поведении противника, о нашей тактике, о боевых делах моей эскадрильи. Вскоре нас окружили лётчики — и наши и те, что прибыли с Савицким. Завязались оживлённые разговоры, замелькали руки, изображая различные эволюции самолёта. Генерал внимательно выслушал фронтовиков и сказал:
— Это очень важно. Мы обязательно проведём конференцию по тактике современного воздушного боя и пригласим вас, гвардейцев, поделиться с нами опытом. Не возражаете? 
Генерал как-то сразу расположил к себе всех наших лётчиков. Я невольно подумал: вот таким и должен быть командир — простым, общительным, умным. Он умеет ценить и людей, и всё, что они предлагают во имя победы над врагом.— Покрышкин А. И. Небо войны. — М.: Воениздат, 1980.